# 椭圆碘泡虫
椭圆碘泡虫（学名：Myxobolus ellipsoides）为碘泡科碘泡虫属的动物。分布于德国、俄罗斯、法国、捷克、印度以及福建、湖北、山东、浙江、四川、武陵山地区等，营寄生生活，寄生在鳃（鲢、鳙、鲩、河鲈）、鳍（鲤）、脑（鲢、鳙、鲩、河鲈）、胆（鲢、鳙、鲩、钝吻鮠、兴凯橘、粗唇鮠、鲤、河鲈）、肠（鲢、鳙、鲩、兴凯橘、钝吻鮠、河鲈）、肝（鲢、鳙、鲩、兴凯橘）、肾（鲢、鳙、鲩、鲤、鰟鮍、兴凯橘、河鲈）、脾（鲢）。